# Ischnodemus hesperius
Ischnodemus hesperius är en insektsart som beskrevs av Parshley 1922. Ischnodemus hesperius ingår i släktet Ischnodemus och familjen Blissidae. Inga underarter finns listade i Catalogue of Life.